# Superkupa Shqiptar 2003
La Superkupa Shqiptar 2003 è stata la decima edizione della supercoppa albanese.
La partita fu disputata dal Tirana, vincitore del campionato, e dalla Dinamo Tirana, vincitore della coppa.
Questa edizione si giocò allo Qemal Stafa Stadium di Tirana e vinse il Tirana 3-0.
Per la squadra della capitale è il quarto titolo e secondo consecutivo.
Questa finale vide incontrarsi le stesse squadre della passata edizione.

## Tabellino
| Arbitro: | A.Janku |

|                                |           |  |
| Sina 29’ Halili 70’ Agolli 89’ | Marcatori |  |